# Slaggdamm

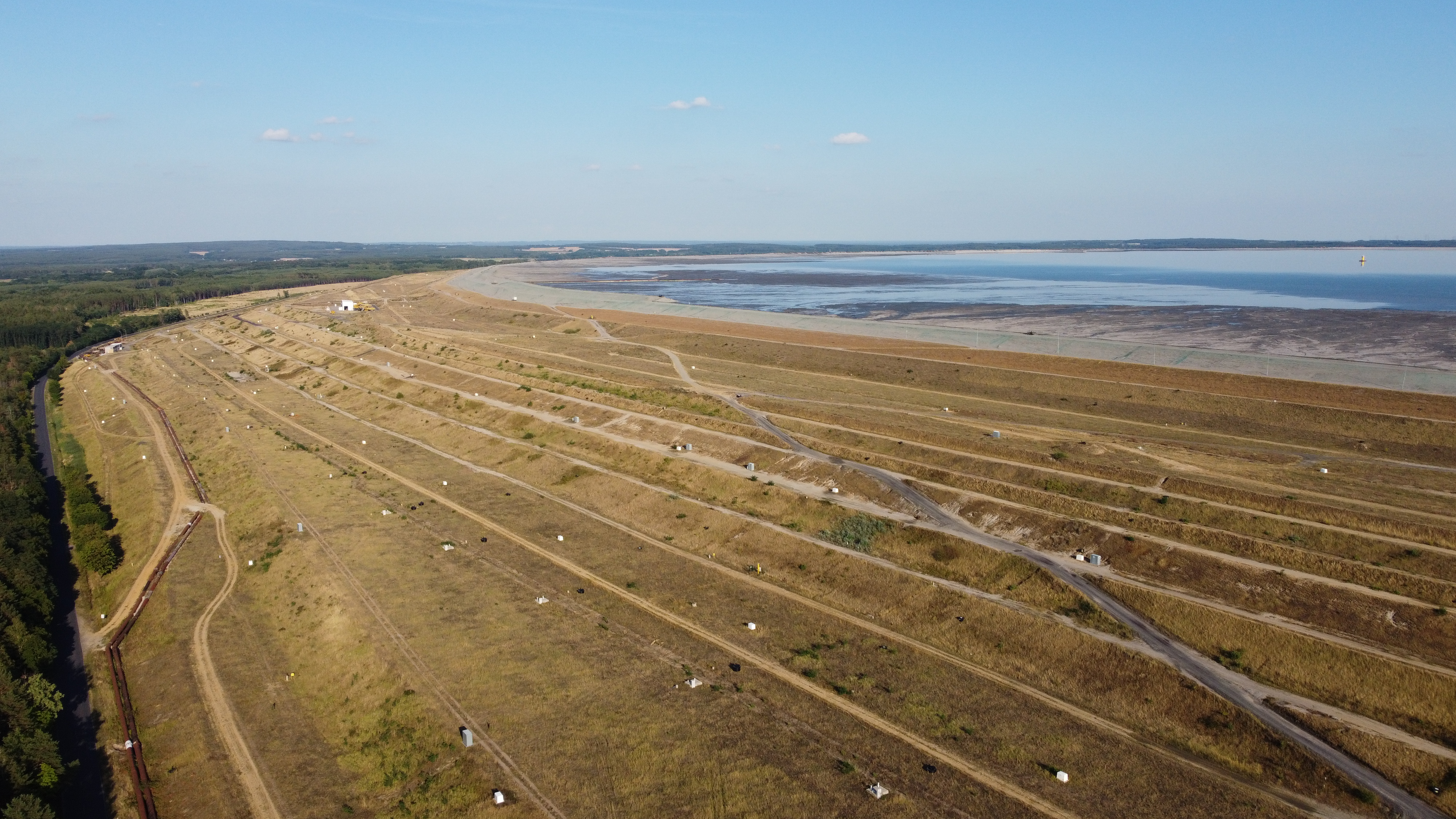
Koppar-slaggdammen som bildar Żelazny Most-reservoaren i Powiat lubiński i Polen.

Slaggdamm eller stenfyllningsdamm, även jordfyllningsdamm eller gruvdamm, är en dammkonstruktion som används för att lagra biprodukter (slaggprodukter) från gruvverksamhet efter att malmen eller ädelmetallen har separerats från bergarten. Avfall från gruvdrift kan vara i flytande form, fast form eller en sörja av småpartiklar, och kan vara giftigt och i vissa fall radioaktivt. Fast avfall används ofta som en del av själva strukturen.

## Storlek och funktion
Många slaggdammar hör till de största ingenjörsbyggena på jorden. Syncrude Mildred Lake Tailings Dyke, i Alberta i Kanada, är en slaggdamm som är cirka 18 kilometer lång och 88 meter hög vid sin högsta punkt. Dammen och den konstgjorda sjön inom den är byggda och underhålls som del av de pågående arbetena av företaget Syncrude för att utvinna olja från Athabascas oljefält. Detta är den största dammkonstruktionen på jorden sett till volym, och år 2001 ansågs den vara den största jordstrukturen i världen sett till fyllnadsvolym.
Det finns viktiga skillnader mellan slaggdammar och de mer välbekanta vattenkraftsdammarna. Slaggdammar är planerade och utformade för permanent förvaring, vilket innebär att de är avsedda att "förbli där för alltid". Koppar-, guld-, uran- och andra gruvverksamheter producerar olika typer av avfall, mycket av det giftigt, vilket utgör varierande utmaningar för långvarig förvaring.

## Risker och katastrofer
De strukturella kollapserna av slaggdammar och de efterföljande utsläppen av giftiga metaller i miljön är ett föremål för stor oro. Standarden för offentlig rapportering om incidenter med slaggdammar är generellt undermålig. Ett stort antal incidenter förblir helt orapporterade eller saknar grundläggande fakta om hur de uppstod när de rapporteras, och det finns ingen omfattande databas för historiska missöden. Enligt gruvingenjören David M. Chambers från Center for Science in Public Participation är 10 000 år "en konservativ uppskattning" av hur länge de flesta slaggdammar behöver bibehålla sin strukturella integritet för att anses vara säkra.

### Större dammkollapser
Det är inte ovanligt att slaggdammar kollapsar, vilket ofta leder till allvarliga naturkatastrofer. En av de mest uppmärksammade och värsta har inträffat nära Vratsa i Bulgarien, i Sgorigrad-gruvan den 1 maj år 1966, då det beräknas att över 480 människor miste livet. Den 19 juli 1985 miste 268 personer livet sedan en slaggdamm tillhörande en fluoritutvinningsgruva i Val di Stava nära Tesero och Predazzo i Italien kollapsat; flödet av sten och bråte följde med floden Avisio och tillintetgjorde alla byar i dess väg.
2022 brast en slaggdamm tillhörande en diamantgruva i Jagersfontein i Sydafrika. Tre personer miste livet, och stora föroreningar i området blev ett faktum.

#### Brasilien
På senare år har dammkollapser inträffat två gånger om på i princip samma plats i Minas Gerais i Brasilien. Först skedde det i Mariana den 5 november 2015, då en damm tillhörande en järnmalmsgruva kollapsade. 19 personer avled, och föroreningarna blev enorma och orsakade skador för över 150 miljarder kronor.
Drygt tre år senare, den 25 januari 2019, kollapsade ytterligare en slaggdamm nära Brumadinho, knappt 150 kilometer från Mariana där den första katastrofen inträffade. Dessutom skedde det på exakt samma sätt, och båda dammarna underhölls av samma brasilianska företag – Vale. Båda incidenterna var även katastrofala för vattenkvaliteten och vattenlivet i området. Denna gång blev konsekvensen i förlust av människoliv även betydligt högre, med 272 människor bekräftat avlidna samt ytterligare 6 saknade. Dessutom orsakade flödet en förlust av 125 hektar skog.

## Galleri

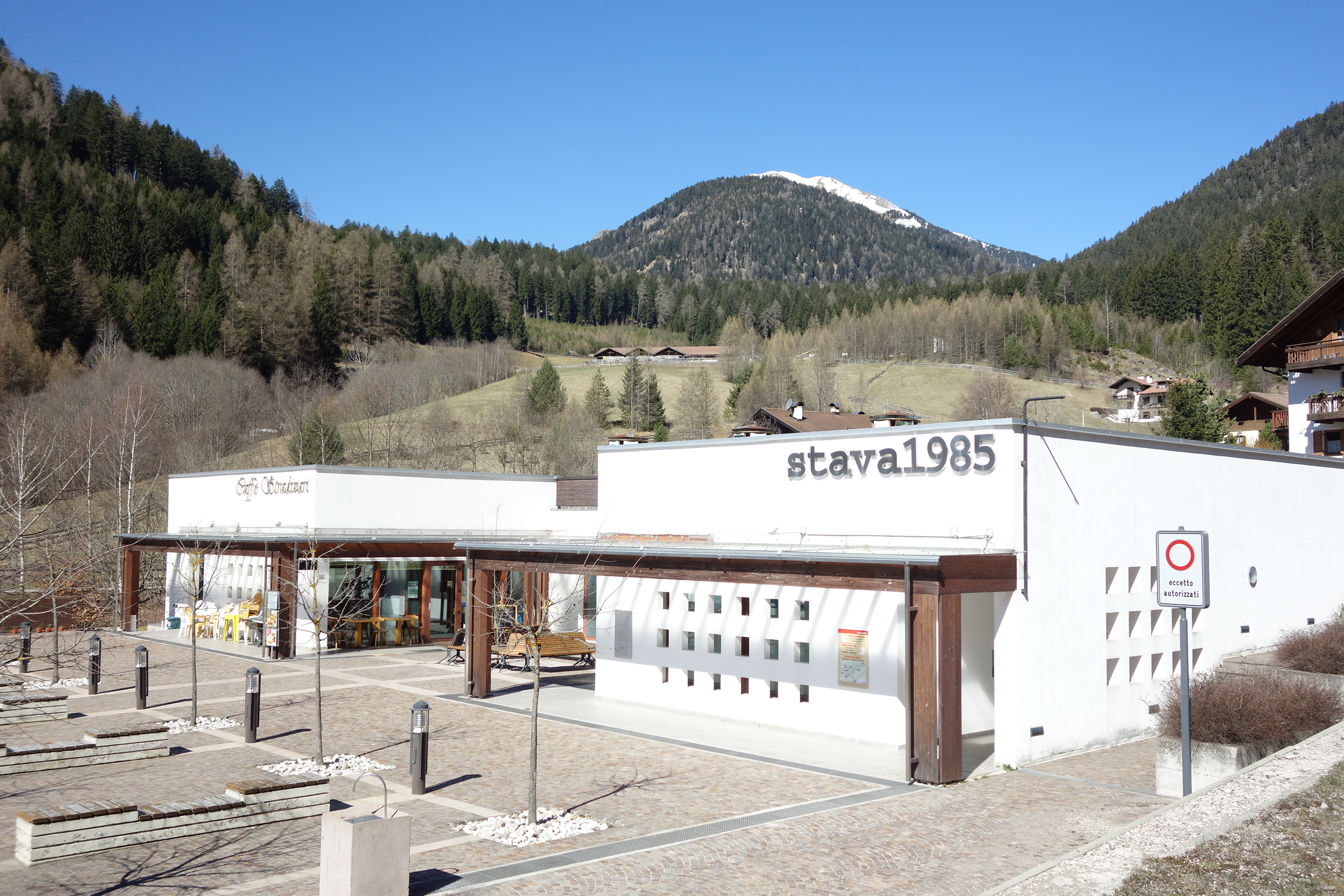
Museum och minnesplats för offren i kollapsen i Italien 1985.
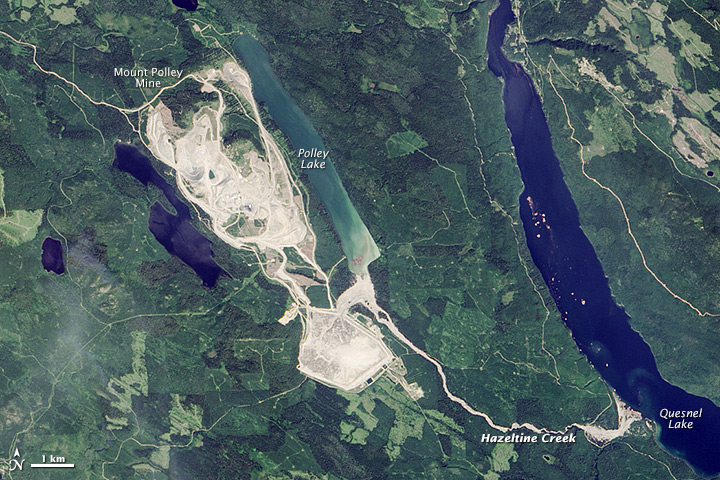
Karta över hur föroreningar spridit sig efter att en damm kollapsat i British Columbia, 2014.
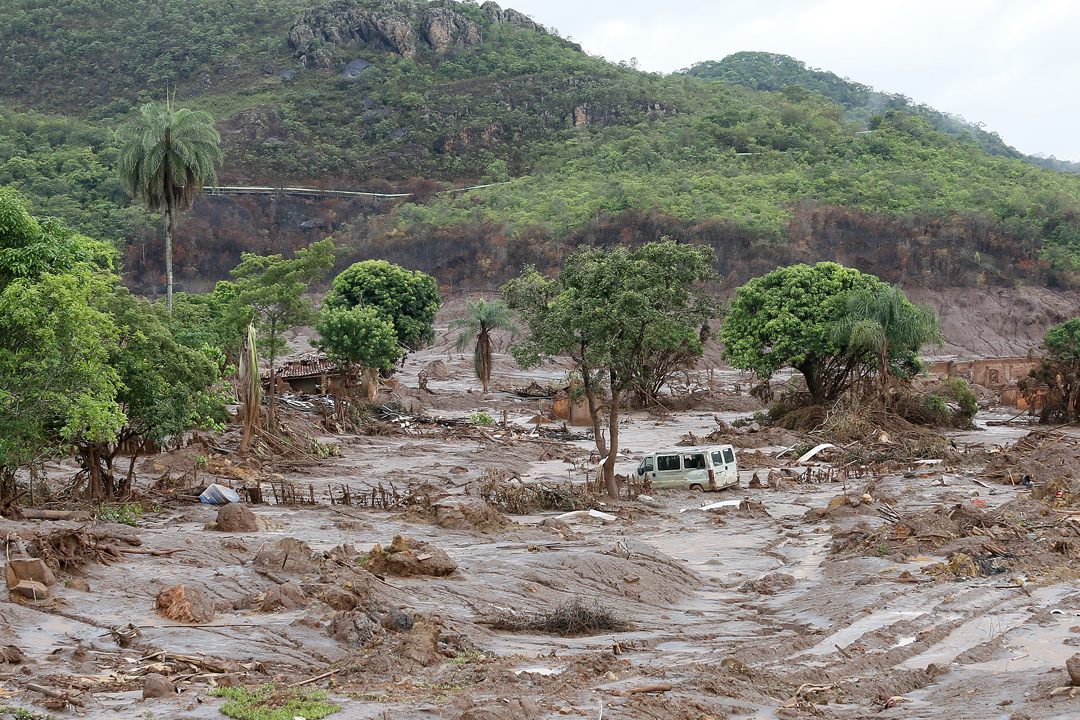
Förödelse efter Mariana-katastrofen, 2015.
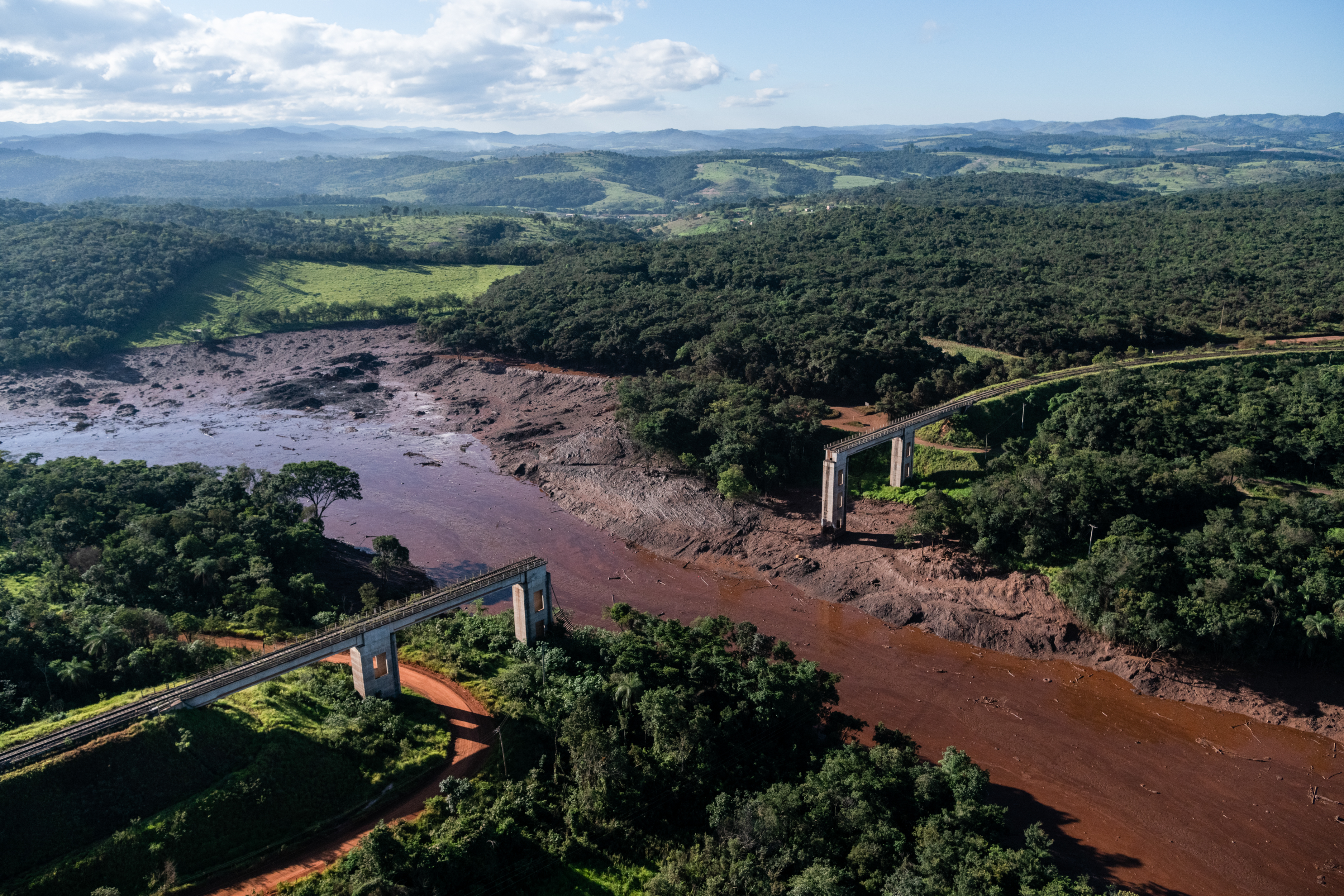
En kollapsad bro efter Brumadinho-katastrofen, 2019.
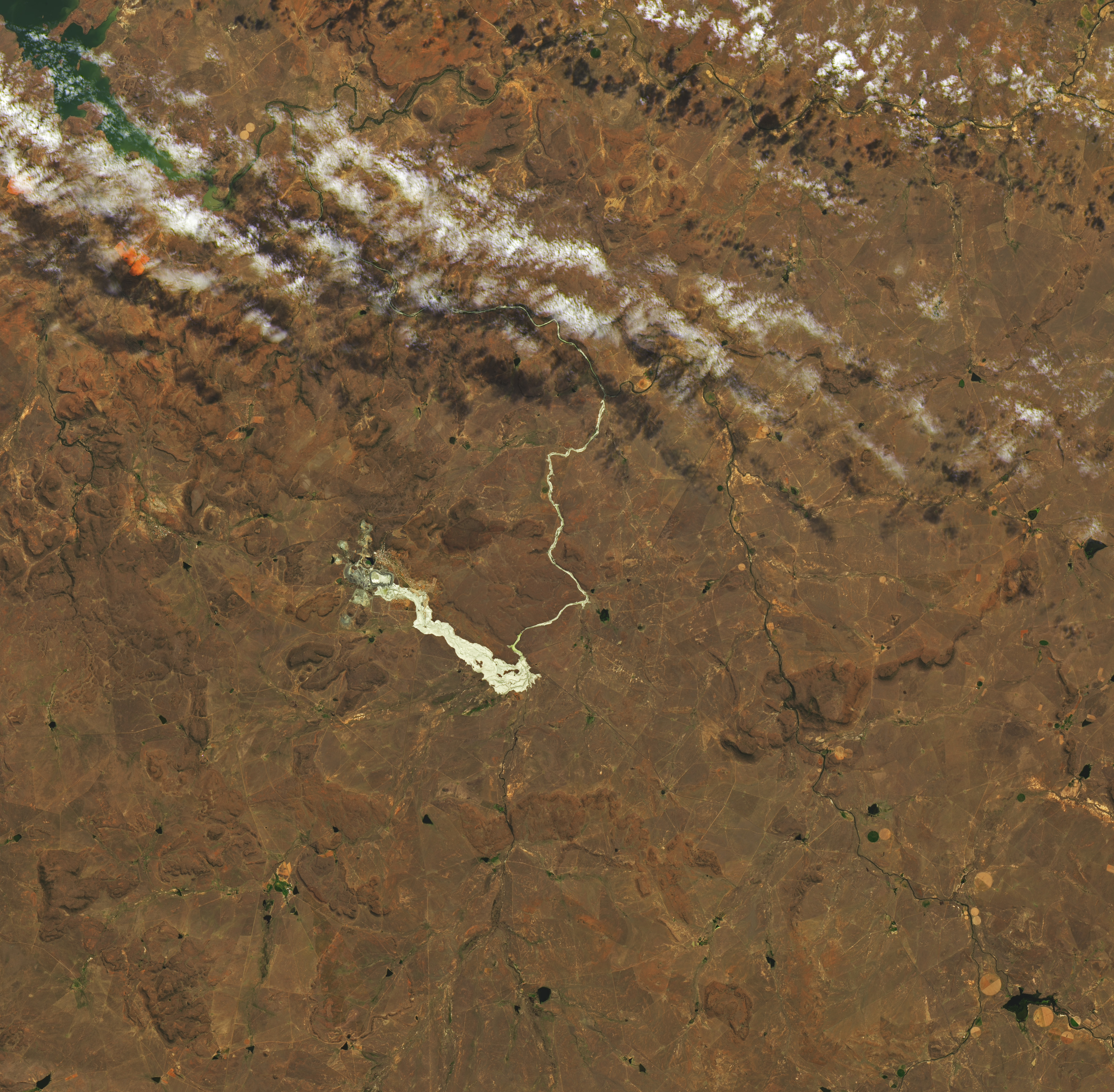
Satellitbild över Jagersfontein efter dammkollapsen.